# Petromorphus yunnanus
Petromorphus yunnanus – gatunek chrząszcza z rodziny kózkowatych i podrodziny zgrzypikowych. Jedyny przedstawiciel rodzaju Petromorphus.

## Taksonomia
Do Petromorphus yunnanus należą dwa podgatunki:
- Petromorphus yunnanus australis  Bi, 2016
- Petromorphus yunnanus yunnanus Bi, 2016

## Zasięg występowania
Gatunek ten występuje w Chinach, notowany w prowincji Junnan.